# Lithostege staudingeri
Lithostege staudingeri är en fjärilsart som beskrevs av Nicolas Grigorevich Erschoff 1832. Lithostege staudingeri ingår i släktet Lithostege och familjen mätare. Inga underarter finns listade i Catalogue of Life.